# Elektrostimulator srca (pacemaker)
Elektrostimulator srca ili anglicizam pacemaker je uređaj koji se rabi u medicini. Rabi se za liječenje bolesnika sa sporim otkucajima srca (bradikardija) ili u većini slučajeva, regulira srčani ritam otkucaja (primjerice kod aritmija). 
Uređaj potiče srčani mišić uz pomoć električnih impulsa na redovne kontrakcije.
Sastoji se baterije koji odašilje impulse, elektroda i elektronike koja se nalazi u kućištu.
Prijenosni elektrostimulator srca je razvijen 1957. od Earla Bakkena, osnivača tvrtke Medtronic.
Prvi put je ugrađen u čovjeka 8. listopada 1958. od liječnika Åke Senninga kod bolesnika Arne Larsson u Stockholmu. Tad nitko nije vjerovao na dugoročni uspjeh srčanih elektrostimulatora.

## Vanjske poveznice
- Elektrostimulacija srca  Arhivirana inačica izvorne stranice od 5. ožujka 2016. (Wayback Machine)
- Ordinacija zdravlje